# Viruses of the Mind
 (avril 2013).
 (avril 2013).
Viruses of the Mind (paru en 1991) est un essai de Richard Dawkins relatif à la mémétique et aux analogies entre propagation des idées/comportements et propagations des virus biologiques, virus informatiques, maladies et épidémiologie. 
Il se concentre plus particulièrement sur les croyances religieuses et les activités qui en découlent. L'essai est inclus dans les ouvrages Dennett et ses critiques: Démystifier l'Esprit et A Devil's Chaplain. C'est dans cet essai qu'il utilise pour la première fois le terme souffrant de la foi. 
Le second épisode de l'émission télévisée The Root of All Evil? explore des idées similaires et prend d'ailleurs un nom très proche de son livre, puisque l'épisode s'intitule "Le Virus de la Foi".

## Contenu
Richard Dawkins définit les symptômes de l'infection par le virus de la religion, et décrit les croyances religieuses comme des parasites de l'esprit qui « viendront constituer un groupe suffisamment stable pour mériter un nom, comme par exemple le catholicisme romain, et former les parties composantes d'un virus complet ».   
Dawkins justifie l'emploi du terme souffrant de la religion par les éléments suivants :
- Le croyant est poussé par une profonde conviction intérieure que quelque chose est vrai, ou juste, ou vertueux: une conviction qui ne semble pas devoir quelque chose à la preuve ou Raison, mais que, néanmoins, le croyant trouve totalement convaincante et dont il est totalement convaincu,
- Le croyant fait généralement de la foi une vertu positive, surtout si cette dernière est forte et inébranlable, en dépit du fait que ses croyances ne sont pas basées sur des preuves.
- Il y a une conviction chez le croyant que le mystère serait une bonne chose; la croyance n'est pas la vertu qui va permettre de résoudre le mystère, mais celle qui consiste à apprécier ce mystère et son impossibilité à le résoudre.
- Il peut naître des comportements intolérants liés à la cohabitation de fois rivales, qui peuvent conduire à des tueries d'opposants et à leur revendication au nom d'un dieu. De la même façon, les croyants peuvent être violents à l'encontre des apostats ou des hérétiques (même quand les hérétiques embrasse une foi très proche de la foi dominante, comme lors de la création de sectes chrétiennes).
- Il existe une conviction particulière consistant dans le fait que le croyant pense qu'il ressemblera à ses ancêtres en adoptant la même croyance que ces derniers.
- Si le croyant est l'une des rares exceptions à suivre une religion différente de celle de ses parents, l'explication peut parfois se trouver dans la transmission de la pensée charismatique inculquée par un autre individu.

Dawkins insiste sur le fait que les croyances religieuses ne se répandent pas parce qu'elles résultent de preuves, mais par transmission culturelle, de la part des ancêtres ou d'individus charismatiques. Il indique ainsi que cette propagation est proche d'un problème d'épidémiologie. Il distingue cette transmission de celle des idées scientifiques, qui sont issues d'une méthodologie claire et standardisée : "possibilité de tester, preuve concrète, précision, capacité à quantifier, constance des résultats obtenus, répétabilité, universalité, progressivité, ou encore indépendance vis-à-vis du milieu culturel". 
Il ajoute que « la foi se répand bien qu'elle ne reprenne aucun de ces éléments ».